# 이시타니 고이치
이시타니 고이치(일본어: 石谷 吾一, 1979년 7월 6일 ~ )는 일본의 전 축구 선수이다.

## 구단 경력
과거 사간 도스에서 활동하였다.